# Þorbjörg Sigríður Gunnlaugsdóttir
Þorbjörg Sigríður Gunnlaugsdóttir, née le 23 mai 1978 à Reykjavik, est une personnalité politique islandaise et ministre de la Justice depuis 2024. 

## Biographie
Þorbjörg Sigríður Gunnlaugsdóttir est députée de l'Althing depuis 2020.